# عماد الدين أبو الغيث بن أبي نمي الحسني
عماد الدين أبو الغيث بن أبي نمي الحسني كان شريفًا (أميرًا) لمكة المكرمة من عام 1302 إلى عام 1305، ومرة أخرى في عام 1314. قُتل على يد أخيه حميضة. كان أحد أبناء أبي نمي الأول الثلاثين، الذي حكم مكة بين عامي 1254 و1301. وكانت أمه من هذيل.

## العهد الأول
وبعد وفاة أبي نمي في صفر سنة 701هـ (أكتوبر 1301م) نشأ نزاع على الخلافة. وقد أيد فصيل من الأشراف أبا الغيث وشقيقه عطيفة ضد شقيقيهما حميضة ورميثة ، اللذين كانا قد أُعلنا أميرين مشتركين لمكة قبل يومين من وفاة أبيهما. قُبض على أبي الغيث وعطيفة وسُجنا لبعض الوقت، ولكنهما تمكنا من الفرار. وعندما وصلت قافلة الحج المصرية (بقيادة بيبرس المنصوري الدوادار)، التقى أبو الغيث وعطيفة بعدد من الأمراء الكبار، وعلى رأسهم بيبرس الجاشنكير، وشكوا إليهم إخوانهم. وبعد انتهاء مناسك الحج (آب 1302م)، ألقى بيبرس القبض على حميضة ورميثة. ثم نصّب أبا الغيث وعطيفة على العرش، وجعلهما يتعهدان بالبيعة للسلطان الناصر محمد. إن تولِّي أبي الغيث وعطيفة الإمارة لمكة قد رواه بيبرس الدوادار في كتاب زبدة الفكرة. إلا أن ابن عبد المجيد يكتب في بهجة الزمان أن محمد بن إدريس، وليس عطيفة، هو الذي نُصب إلى جانب أبي الغيث. وبعد أيام قليلة طرد أبو الغيث محمدًا بن إدريس. وكان هناك قتال بينهم وقتل العديد من الأشراف.
في عام 702 هـ، أرسل الناصر أوامر إلى أبي الغيث وعطيفة لوضع حد لبعض البدع المزعومة التي أوردها بيبرس الجاشنكير، وقد كانت مكة والمدينة تُدرج وقتها لفظ "حي على خير العمل" بعد "حي على الفلاح" في الأذان وهو ما تتفق فيه جميع مذاهب الشيعة عكس السنة، كما كان إمام المسجد الحرام دومًا من الشيعة الزيدية؛ فطلب الناصر تغيير هاتين الشعيرتين.
ولما عاد أمير الركب (الحج) إلى القاهرة في أوائل سنة 703هـ شكا إلى السلطان من قلة هيبة الإخوة وجشع عبيدهم المفرط.
وفي ذي الحجة سنة 704هـ، وبعد انتهاء مناسك الحج (تموز 1305م)، أبلغ بيبرس الجاشنكير أبا الغيث وعطيفة أن الناصر أعاد الإمارة إلى إخوانهما. وعندما رفضوا القبول، ألقى القبض عليهم وأعادهم مع القافلة العائدة. وفي مصر، حصل أبو الغيث وعطيفة على رواتب وركبا مع أمراء السلطان.

## العهد الثاني والوفاة
وفي شوال سنة 713هـ (كانون الثاني/شباط 1314م) أرسل الناصر جيشًا مع قافلة الحج لإخراج حميضة ورميثة من الإمارة، بعد أن وصلته شكاوى كثيرة ضدهما. أُعيد تعيين أبو الغيث أميرًا على مكة، ورافق الجيش الذي ضم 320 فارسًا مملوكيًّا و500 فارس من بني حسين في المدينة المنورة. وكان من بين الأمراء سيف الدين jقصوبة الناصري والي قوص وقائد الجيش، سيف الدين بكتامور، وصارم الدين ساروجة الحسامي، وعلاء الدين أيدوغدي الخوارزمي، وسيف الدين بلابان التتري أمير الركب من دمشق. ولما علم حميضة ورميثة باقتراب الجيش هربا نحو حلي بني يعقوب.
وبعد الحج، بقي تقصوبة في مكة مع الجيش حوالي شهرين لمساندة أبي الغيث. وفي محرم سنة 714هـ (نيسان/أيار 1314م) قاموا بحملة للبحث عن حميضة ورميثة، ولكنهم لم ينجحوا. رفض تقسوبة دخول حُلي بني يعقوب دون مرسوم من الناصر، لأنها كانت تحت سيطرة السلطان الرسولي المؤيد داود. وبعد ذلك بقليل غادر الجيش، فوصل القاهرة في ربيع الأول سنة 714 هـ.
ولما علم حميضة بخروج الجيش جمع قواته واستولى على مكة. بلغ عدد قتلى أبو الغيث نحو 15 جنديًا مشاة وأكثر من 20 فارسًا. فلجأ إلى أهل هذيل بوادي نخلة، وأرسل إلى الناصر يطلب المساعدة. وأرسل السلطان تعزيزات إلى أبي الغيث، وقيل إنه أمر شريف المدينة المنورة بمساعدته. وفي يوم الثلاثاء 4 ذي الحجة (11 مارس 1315م) خاض أبو الغيث وحميضة قتالًا قرب مكة. ورغم أن قوات أبي الغيث كانت أكبر عددًا، إلا أنه هُزم مرة أخرى. أُصيب في المعركة، وأُسر ثم اُعدم بأمر من حميضة في خيف بني شديد.

## ملحوظات
1. ↑  al-Najm Ibn Fahd, Itḥāf al-wará, 3/134–136
2. ↑  al-Najm Ibn Fahd, Itḥāf al-wará, 3/136–137
3. ↑  al-Najm Ibn Fahd, Itḥāf al-wará, 3/137–138
4. ↑  al-Najm Ibn Fahd, Itḥāf al-wará, 3/142
5. ↑  al-Najm Ibn Fahd, Itḥāf al-wará, 3/150–151
6. ↑  al-Najm Ibn Fahd, Itḥāf al-wará, 3/151–152
7. ↑  al-Najm Ibn Fahd, Itḥāf al-wará, 3/152–153